# گنجینه میراث اسلامی
گنجینه میراث اسلامی (به فرانسوی: Musée du patrimoine islamique) (به انگلیسی: Museum Of Islamic Heritage) در عمارت مشیرالملک در اصفهان واقع شده است. این موزه یکی از شاخصه‌های مشهور ایران و اصفهان است که در سمت بازار قیصریه، در منطقه ۳ شهر اصفهان واقع گردیده است. در این موزه بالغ بر ۱۲۰۰ اثر هنری مربوط به پیش از تاریخ تا سده ۲۱ میلادی در فضایی بالغ بر ۱۲۰۰ متر مربع جمع‌آوری و در معرض دید قرار گرفته. در سال ۲۰۱۸ میلادی، گنجینه میراث اسلامی، با شروع نوروز افتتاح شده و کار خود را شروع کرده است.
گنجینه در حقیقت در عمارت مشیر الملک واقع شده که در اواخر سده ۱۳ تا اوایل ۱۴ قمری، مرمت اولیه آن به فرمان میرزا حبیب‌الله مشیرالملک انصاری آغاز گردید. امروزه گنجینه داخل قسمت شاه‌نشین و حوض خانه عمارت قابل مشاهده است. با توجه به گسترش شهر و همچنین همجواری این مکان با میدان نقش جهان و مسجد جامع اصفهان باعث شده است تا این مکان بسیار ارزشمند و مملو از تاریخ در مسیر بین این دو جاذبه تاریخی اصفهان قرار گیرد و پذیرای گردشگران مختلف باشد.
مشیرالملک که خود نیز از خوشنویسان دوره قاجار است با ایجاد عظمت و شکوه در این عمارت به نمایش هنری پاک و متعالی پرداخت و خوشنویسی را در جداره‌های خانه به یادگار گذاشت تا تجلی گاه هنر خوشنویسی برای ایرانیان باشد و امروزه با نمایش آثاری از معتبرترین خوشنویسان زمان، از امیرالمؤمنین تا خوشنویسان معاصر را همچون یک گنجینه در خود جای داده است.
گنجینه میراث اسلامی مهم‌ترین موزهٔ کشور در خصوص نگهداری، نمایش و پژوهش پیرامون مجموعه‌های اسلامی دنیا است و تنوع اشیا موجود در موزه به گستردگی جغرافیای کشور و به پهنای دورانهای متعدد تاریخی و اسلامی است که انسان در این سرزمین زیسته و آثاری از خود بجای نهاده است. در حال حاضر گنجینه به نمایش آثاری پرداخته که بیانگر غنای فرهنگ و تمدن، هنر، رشد اقتصادی و دست‌آوردهای فناوری ایرانیان است.

## پیشینه
این بنا از خانه‌های اشرافی دوره صفویه محسوب شده و دارای فضاهای متنوع و تزئینات بسیار است. خاندان مشیر انصاری از مستوفیان و منشیان دربار صفویه تعلق دارد که در دوره شاه عباس کبیر از شیراز به اصفهان مهاجرت کرده و در آن سکنی گزیدند.
تاثیرگذارترین چهره این خاندان میرزا حبیب‌الله مشیر الملک انصاری است. وی در سال ۱۲۵۷ هـ. ق در اصفهان متولد شد و پس از تحصیل علم و فضل و کمال خصوصاً امور دیوانی و حساب و انشاء نزد میرزا علی جابری انصاری، پست‌های مختلفی را تصدی نمود و سرانجام به وزارت مسعود میرزا ظلّ السلطان، فرزند ارشد ناصر الدین شاه قاجار منصوب شد.
ظلّ السلطان در ابتدا حکومت مازندران را عهده‌دار بود، سپس در سال ۱۲۸۸ هـ. ق در حالی که ۲۲ سال بیشتر نداشت، حاکم اصفهان شد و در ادامه بر گلپایگان، خوانسار، بروجرد، کمره، ملایر، تویسرکان و نهاوند نیز تسلط یافت. سپس حکومت ایالت‌های فارس، کردستان، لرستان، بختیاری، خوزستان و یزد را به دست آورد و در عمل حاکم نیمی از ایران شد. در این ایام، مشیر را می‌توان نخست‌وزیر مقدر و عقل سیاسی او نامید.
مشیر خدمات شایسته‌ای به ظلّ السلطان نمود و در آبادانی بلاد، خصوصاً اصفهان کوشید. خرابی‌های بازمانده از حمله افغان‌ها را زدود و رونق سابق را به اصفهان بازگردانید لیکن در اواخر حکومت ناصر الدین شاه، به دلیل دفاع از روحانیت مشروطه خواه، مخالفت با قراداد رژی (تنباکو)، مقابله با تخریب ابنیه صفوی و همچنین چشم‌داشت ظلّ السلطان به اموال وی (از جمله خانه او)، در سال ۱۳۰۹ هـ. ق توسط ظلّ السلطان با قهوه قجری به قتل رسید.
پس از درگذشت مشیر، خانه جهت استقرار کنسولگری پادشاهی پروس (که امروزه بخشی از آلمان، لهستان، روسیه، لیتوانی، دانمارک، بلژیک، جمهوری چک و سوئیس است) مورد استفاده قرار گرفت. پس از آن توسط یکی از تجّار اصفهان به نام حاج حسین چرمی و سپس حاج محمد سمائیان خریداری شد. در دوره تملک وی جنگ ایران و عراق درگرفت و پناهندگان خوزستانی در خانه سکونت گزیدند. در این دوران تزئینات بنا تا حد زیادی تخریب شد. ولی با پایان جنگ تحمیلی و باز پس‌گیری خانه، مسیر حیاط آن ادامه یافت و تا سال ۱۳۹۶ در سه مرحله، به دستور آیت‌الله سید حسن امامی مرمت و بازسازی شد.

## مجموعه‌ها
در گنجینه میراث اسلامی ۱۲۰۰ شیء وجود دارد. در مجموعه‌های مختلفِ این گنجینه آثاری از دوران اوایل اسلام تا کنون نگهداری می‌شود. می‌توان گفت تعدادی از مهم‌ترین آثار اسلامی ایران و جهان را در این گنجینه نگهداری می‌شود. این محل، قبل از تبدیل به گنجینه میراث اسلامی، یکی از کاخ‌های سلطنتیِ ایران بود. این کاخ دارای هفت عمارت بوده که در طول تاریخ از این بنا جدا شده است و قسمت مرکزی آن تبدیل به گنجینه میراث اسلامی شده که در نزدیکی میدان نقش جهان و بازار قصریه قرار دارد.

## تالارها
گنجینه میراث اسلامی برای نخستین بار در سه تالار و در سال ۱۳۹۷ افتتاح شد و با تصمیم مدیریت گنجینه مهم‌ترین اصل نمایش هنر اسلامی در سفری یک روزه است که پس از بازدید از گنجینه میراث اسلامی، دانشی از هنر اسلامی در اختیار او قرار می‌گیرد. به دنبال این تصمیم وی حسین قسامی (رئیس بخش معماری گنجینه میراث اسلامی) را به مسئولیت طراحی گنجینه به این سبک، برگزید.
برای طراحی داخلی گنجینه در خانه تاریخی مشیر الملک، حسین قسامی با جمع‌آوری تیمی از معماران شروع به نوشتن سناریو و طراحی کرد، به گفته حسین قسامی تالارهای بعدی در سال ۱۳۹۸ افتتاح خواهد شد، گفته شده آثار ایرانی در این مجموعه جایگاه مهمی خواهد داشت و بیش از نیمی از آثار را به خود اختصاص می‌دهد. یکی از هدف‌های مهم این مجموعه ارائه مقالات و اسنادی است که بتواند این موضوع را برای مردم به سادگی روشن کند که هنر اسلامی، هنر دین اسلام است.
تالار معماری
در این تالار با نمایش تایم لاین و ارائه شاخصه‌ها و روح والای معماری همچنین جستجو در سخن امامان شیعه به معرفی معماری اسلامی می‌پردازد و با قالب گرافیکی خود معماران و مردم را برای استفاده دوباره از این سبک آماده می‌کند.
از جمله آثار شاخص این تالار می‌توان به درب‌های ارسی تیموری و سر ستون‌های سلجوقی و محراب‌های قدیمی اشاره نمود.
تالار خوشنویسی
تالار خوشنویسی با ارائه شجرهٔ استاد و شاگردی خوشنویسان به اثبات این سخن می‌پردازد که خوشنویسی ایرانم نسبت به تمام سبک‌ها برتر بوده و این هنر دارای جایگاهی والا است.
از آثار شاخص این تالار می‌توان به خطوط میر عماد حسنی، علیرضا عباسی، محمد رضا امامی، عبد المجید طالقانی و غلامرضا اصفهانی اشاره کرد.
تالار خوش آوایی
نمود این هنر اسلامی را می‌توان در مأذنه‌های مساجد برای دعوت به نماز یا تلاوت کتاب خدا یعنی قرآن به خوبی درک نمود.
در تالار خوش آوایی با ارائه تا تمام دستگاه‌های آوازی را به صورتی که بازدیدکننده تمام مفاهیم دستگاه‌های آوازی و روح تسلی بخش چنین هنری را درک کند آثار تجلی متن خوانده شده در روح و صدای هنرمند را اثبات می‌شود.

## معتبرترین آثار موزه
- خط سه استاد (علیرضا عباسی، محمد رضا امامی و نورالدین علی الکاتب)
- مجموعه خطوط غلامرضا اصفهانی
- درب‌های ارسی تیموری
- قلم کاری‌های سلجوقی
- کره سماوی با خط کوفی
- سنگ قبرهایی با خط کوفی
- قرآن‌های یاقوت مستعصمی
- بخش قابل توجهی از خطوط میرعماد
- غبارنویسی عبد المجید طالقانی
- مجموعه قابل توجهی از جعبه‌هایی با حل کاری طلا
- مجموعه مهرها و نامه‌های شاه‌های ایران
- مجموعه قطاعی‌های مهدی شریف شیرازی